# Éric Ferruit
Pas d'image ? Cliquez ici

a Compétitions nationales et continentales officielles uniquement.

Dernière mise à jour le 24 octobre 2012.
Éric Ferruit, né le 10 juillet 1962, est un joueur français de rugby à XV évoluant au poste de talonneur.

## Biographie
Éric Ferruit qui a collectionné les titres avec les équipes de jeunes du FC Grenoble joue 15 ans en équipe première où il s’inscrit dans l’âge d’or de cette formation  club phare français de l'époque avec le Stade toulousain, le RC Toulon ou le SU Agen notamment.
Éric Ferruit remporte le Challenge Yves du Manoir en 1987, compétition dont il est aussi finaliste en 1986 et 1990 et demi-finaliste en 1988 et 1992.
Il fait partie de l'équipe des Mammouths de Grenoble qui est finaliste du championnat de France 1992-1993, défait 14 à 11 par le Castres olympique sur une erreur d'arbitrage,.
La frustration des Grenoblois est encore plus de 20 ans après toujours bien présente.
Il dispute 3 autres demi-finales de championnat en 1982, 1992 et 1994, avant de mettre un terme à sa carrière de joueur.
Il devient par la suite entraîneur du FC Grenoble lors de la saison 1995-1996 aux côtés de Jean Capdouze, puis à la tête du SO Chambéry en compagnie de Philippe Meunier pour la saison 2001-2002.
Revenu dans la capitale des Alpes, il entraîne les Crabos au FC Grenoble.

## Palmarès
- Championnat de France de première division :
  - Vice-champion (1) : 1993[8]
  - Demi-finaliste (3) : 1982, 1992 et 1994
- Challenge Yves du Manoir :
  - Vainqueur (1) : 1987[9]
  - Finaliste (2) : 1986 et 1990
  - Demi-finaliste (2) : 1988 et 1992
- Coupe de France :
  - Demi-finaliste (2) : 1985 et 1986
- Coupe Frantz-Reichel :
  - Champion (1) : 1981
- Championnat de France Cadet :
  - Champion (2) : 1978 et 1979